# آرمن سمباتیان
آرمن سمباتیان (ارمنی: Արմեն Բագրատի Սմբատյան؛ زادهٔ ۱۷ نوامبر ۱۹۵۴) دیپلمات، و سیاست‌مدار اهل ارمنستان است که از تاریخ ۱۹۹۶ تا تاریخ ۱۹۹۸ در دولت آرمن سارگسیان و دولت روبرت کوچاریان سمت وزیر فرهنگ، ورزش و امور جوانان جمهوری ارمنستان را برعهده داشت. سمباتیان از ۲۰۰۲ تا ۲۰۰۹ سفیر ارمنستان در روسیه بود.

## زندگی‌نامه
در ۱۷ نوامبر ۱۹۵۴ در ایروان به دنیا آمد . وی همچنین برنده چهره هنری شایسته ارمنستان شوروی (۱۹۸۷) و مدال موسس خورناتسی (۲۰۰۱) شده‌است.